# البهائيون السبعة
البهائيين السبعة، والمعروفة أيضًا بـ "ياران" (الأصدقاء)، كانوا سبعة من قادة المجتمع الديانة البهائية في إيران الذين تم اعتقالهم في 2008 وقضوا أحكامًا بالسجن لمدة 10 سنوات في إيران. السبع السجناء كانوا مافاش ثابت، فريبا كمالآبادي، جمال الدين خانجاني، عفيف نعيمي، سعيد رضائي، بهروز توكلي، وفاهد تيزفهم.

## الخلفية
نظرًا لأن البهائية ليس لها رجال دين، فإن أتباعها يختارون التجمع الروحي (البهائية), على المستوى المحلي أو الوطني، لإدارة شؤون المجتمع.
على الرغم من وجود تاريخ من اضطهاد البهائيين في إيران، فقد تم رفع هذا إلى مستوى الاضطهاد الرسمي المعتمد من الدولة بعد الثورة الإيرانية 1979.
في 1980، تم اعتقال الأعضاء التسعة للجمعية الروحية الوطنية من قبل الحرس الثوري الإيراني ولم يُسمع عنهم مجددًا، رغم أن السلطات لم تعترف أبدًا بأن المجموعة (بالإضافة إلى شخصين آخرين كانا معهم عند اعتقالهم) قد تم إعدامهم. في 1981، تم اعتقال وإعدام ثمانية من أعضاء الجمعية الروحية الوطنية البديلة؛ على عكس الجمعية الأولى، اعترفت المحاكم الثورية المركزية بأن إعدام أعضاء الجمعية الثانية قد حدث. في 1983، أعلن المدعي العام للثورة حظر جميع الأنشطة الإدارية والمجتمعية للمجتمع البهائي في إيران. وعلى الرغم من أن أعضاء النسخة الثالثة من الجمعية الروحية الوطنية قد تم حلهم، تم اعتقال وإعدام سبعة منهم بين 1984 و1987، كما اعترفت السلطات الثورية.
بعد حل الجمعية الروحية الوطنية في 1983، شكل عدد من البهائيين الإيرانيين مجموعة لتلبية احتياجات الأتباع في البلاد بشكل غير رسمي وعلى أساس مؤقت. تطور عضوية المجموعة على مدار 25 عامًا التالية، وكان يتكون من البهائيين السبعة اعتبارًا من مارس 2008.

## الاعتقالات والتوقيف
تم احتجاز ثابت في 5 مارس 2008 بعد استدعائه إلى مشهد من قبل وزارة المخابرات. تم اعتقال القادة الستة الآخرين في مداهمات على منازلهم في 14 مايو 2008 من قبل ضباط من وزارة المخابرات.
تم احتجاز السبعة في سجن إيفين في القسم 209 الذي تديره وزارة المخابرات، وتم حرمانهم من الوصول إلى محامٍ. ووفقًا للتقارير، تم وضع السجناء الخمسة من الذكور في زنزانة واحدة معًا بمساحة 10متر مربع ودون أي أسرة.

## التهم والمحاكمة
في 11 فبراير 2009، صرح نائب المدعي العام في طهران بأن القضية ضد "السبعة المدعى عليهم في قضية المجموعة البهائية غير القانونية" ستُرسل الأسبوع المقبل إلى المحكمة الثورية، وسيتم توجيه التهم إليهم بـ"التجسس لصالح إسرائيل، وإهانة المقدسات الدينية، والدعاية ضد النظام". ردًا على ذلك، صرحت منظمة العفو الدولية بأن "التهم تعتبر ذات دوافع سياسية وأن الذين تم احتجازهم هم سجناء رأي، تم احتجازهم فقط بسبب معتقداتهم التي يحملونها أو أنشطتهم السلمية نيابة عن المجتمع البهائي. إذا تم إدانتهم، فسيواجهون أحكامًا بالسجن الطويل، أو حتى حكم الإعدام."
في مايو 2009، تم إبلاغ عائلات المعتقلين أن السبعة يواجهون الآن التهمة الإضافية بنشر الفساد في الأرض، التي قد تحمل حكم الإعدام. تم إعلام العائلات أيضًا بأن أقاربهم المعتقلين من المقرر أن يظهروا في 11 يوليو 2009 أمام الفرع 28 من المحكمة الثورية في طهران لمواجهة التهم. تم تأجيل الظهور المقرر في 11 يوليو ولم يتم تحديد محاكمة جديدة.
تم عقد الجلسة الأولى من المحاكمة في 12 يناير 2010 أمام المحكمة الثورية في طهران. وذكرت التقارير أن السلطات الحكومية حاولت منع محامي البهائيين من دخول قاعة المحكمة، لكن تم السماح لهم بالدخول بعد الإصرار على الدخول. كما تم عقد جلسات في 7 فبراير و12 أبريل 2010. في الجلسة الأخيرة، أفاد أن السبعة بهائيين ومحاميهم "رفضوا المشاركة في الإجراءات عندما رأوا محققي وزارة المخابرات وفريق تصوير في ما كان من المفترض أن يكون جلسة مغلقة."
في 7 أغسطس 2010، أدانت المحكمة الثورية في طهران السبعة بهائيين بتهم تشمل "التجسس لصالح إسرائيل"، "إهانة المقدسات الدينية" و"الدعاية ضد النظام"، وحكمت عليهم بالسجن لمدة 20 عامًا. ردًا على ذلك، دعت منظمة العفو الدولية إلى إطلاق سراحهم الفوري، ووصفت الحكم بأنه "تجسيد حزين ومدمر للتمييز المتأصل ضد البهائيين من قبل السلطات الإيرانية."
في سبتمبر 2010، برأت محكمة الاستئناف السبعة بهائيين من بعض التهم، بما في ذلك التجسس، وبناءً عليه تم تقليص أحكامهم إلى 10 سنوات. ومع ذلك، في مارس 2011، أعادت السلطات الإيرانية فرض أحكام الـ20 عامًا.

## إكمال فترات السجن
في 18 سبتمبر 2017، تم إطلاق سراح مهواش ثابت من السجن. وبعد يومين، علق السيناتور جون ماكين على توحده مع البهائيين في احتفالهم بإطلاق سراحها، وأدان سجنها. خلال فترة سجنها، كتبت ثابت العديد من كتب الشعر التي تم تهريبها ونشرها. وهي كاتبة وشاعرة مشهورة.
في 31 أكتوبر 2017، تم إطلاق سراح فريبا كمال آبادي "بعد أن أنهت فترة حكمها البالغة 10 سنوات. يأتي إطلاق سراحها بعد إطلاق سراح مهواش ثابت، وهي معلمة وشاعرة وأيضًا عضو سابق في مجموعة الياران (أو الأصدقاء)... لا يزال خمسة أعضاء آخرين في المجموعة في السجن...".
في 17 مارس 2018، تم إطلاق سراح جمال الدين خانجاني، الذي كان في الـ85 من عمره، "... وهو أكبر أعضاء الياران، وهو خامس شخص يتم إطلاق سراحه منذ سبتمبر 2017...".
في 21 ديسمبر 2018، أصبح عفيف نعيمي "...آخر أعضاء السبع قياديين السابقين في الأقلية البهائية في البلاد الذين تم إطلاق سراحهم من السجن".

## ردود الفعل

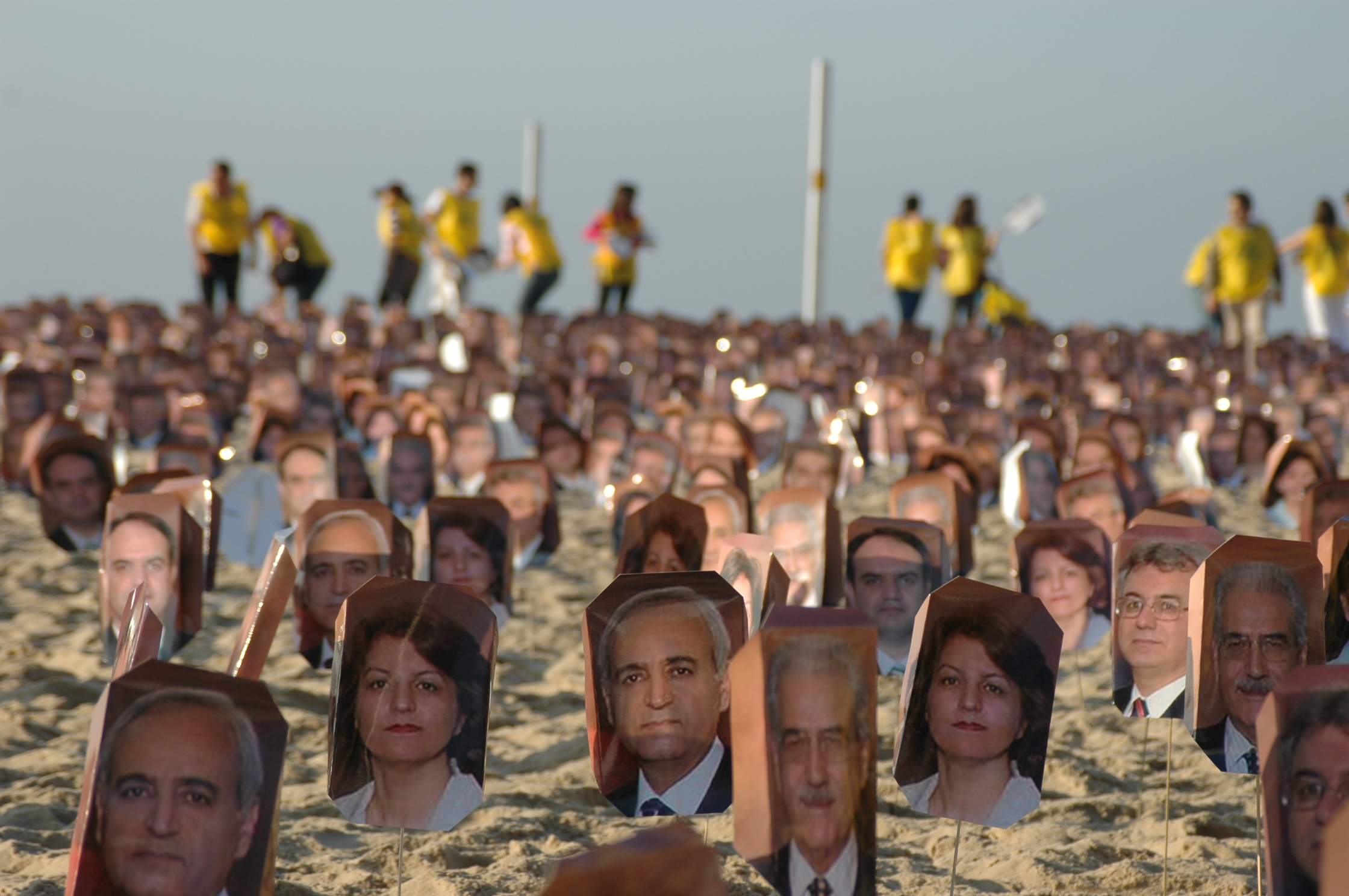
صور للبهائيين السبع في مسيرة في ريو دي جانيرو، البرازيل

في مايو 2013، دعا مجموعة من مسؤولي حقوق الإنسان في الأمم المتحدة السلطات الإيرانية إلى الإفراج الفوري عن سبعة من أعضاء البهائيين.
كانت قصة سجن هذه المجموعة، وبشكل خاص قصة فريبا كمال آبادي، موضوعًا لفيلم وثائقي من إخراج المخرج الأفغاني-الأمريكي ميساق كاظمي.

## وصلات خارجية
- "Special Report: Trial of Iran's seven  Bahaʼi leaders". Bahaʼi World News Service.
- الجدول الزمني على المكتبة البهائية على الإنترنت